# Otto Arthur von Ditfurth

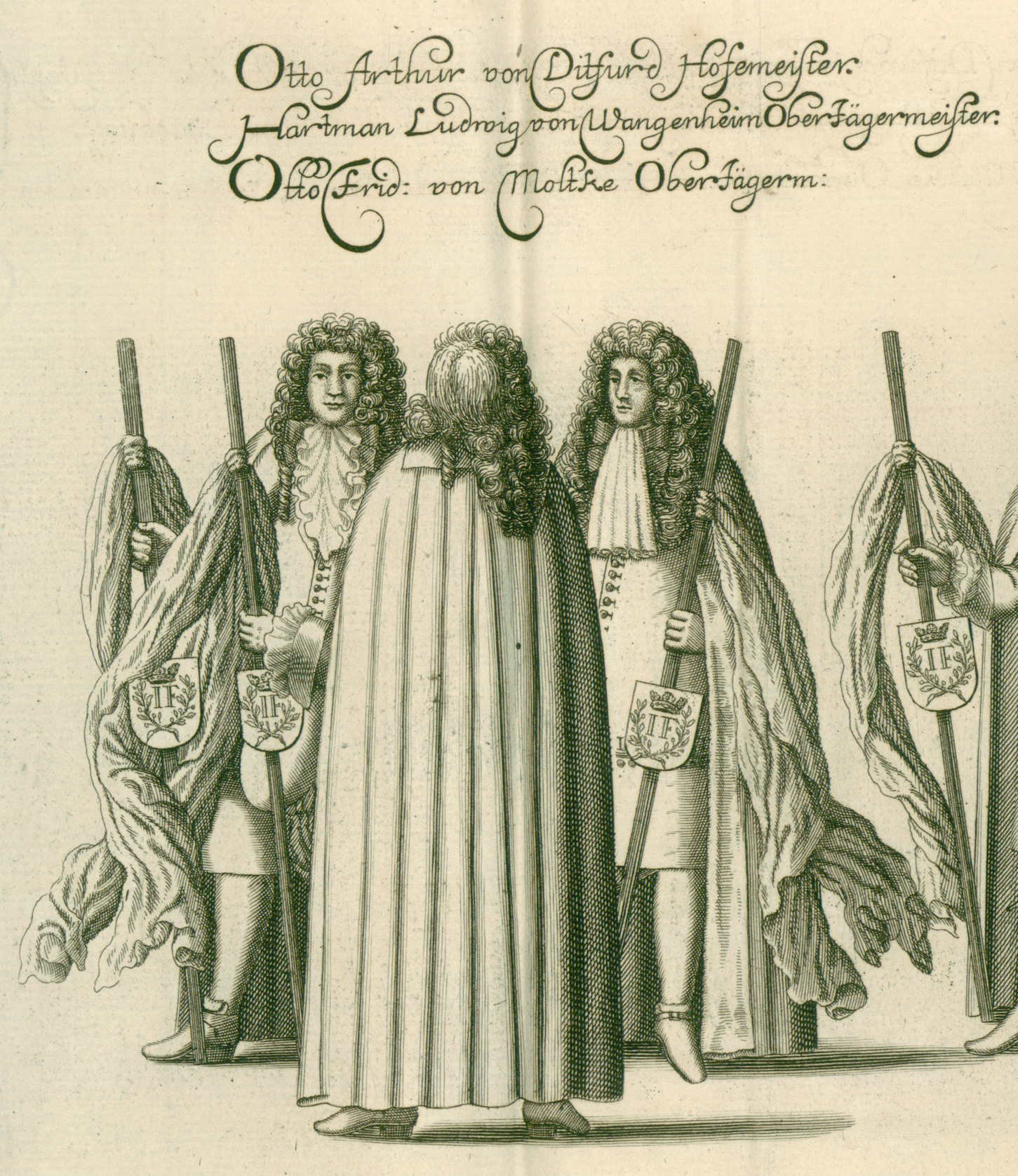
Der „Hofemeister“ Otto Arthur von Ditfurth mit dem Marschall und Oberjägermeister Hartmann Ludwig von Wangenheim und dem Oberjägermeister Otto Friedrich von Moltke;
1680 bei der Beerdigungs-Prozession für Herzog Johann Friedrich von Braunschweig-Lüneburg; Kupferstich (Ausschnitt) von Johann Georg Lange auf Initiative von Gottfried Wilhelm Leibniz

Otto Arthur von Ditfurth (auch: Otto Arthur von Ditfurdt und weitere Varianten der Schreibweise des Nachnamens; * um 1635; † 5. Januar oder 15. Januar 1695 in Celle) war ein hannoverscher Hofmeister, Gesandter, Berghauptmann, Drost und Geheimrat.

## Leben
Der zur Zeit des Dreißigjährigen Kriegs im Jahr 1635 als Mitglied des Adelsgeschlechtes von Ditfurth geborene Otto Arthur von Ditfurth wirkte knapp drei Jahrzehnte nach Kriegsende als herzoglich Braunschweig-Lüneburgischer Gesandter für Hannover, im  August 1676 in Dresden und von Mai 1677 bis März 1678 in Paris.
Anfang der 1680er Jahre wurde von Ditfurth als Drost in Münden erwähnt.
Im Jahr 1681 begleitete von Ditfurth den jugendlichen Friedrich August von Hannover, einen Sohn des seinerzeitigen Herzogs Herzog Ernst August, der auf seiner ersten Auslands- und Bildungsreise zuvor bis nach Rom gezogen war, weiter auf seine Reise nach Paris, wo der junge Prinz mit dem französischen Hochadel bekannt gemacht werden sollte. Zum Gefolge mit vier niedersächsischen Kavalieren zählten weitere 29 Personen des Haushaltes, darunter vier Kammerdiener für den Hofmeister von Ditfurt und sechs Kammerdiener für den Prinzen.
Wiederum als Gesandter – dann aber gleichzeitig für die Fürstenhöfe in Celle und Wolfenbüttel – wirkte von Ditfurth von Juni 1681 bis April 1683 am Hof von Berlin.
1684 oder am 9. oder 19. April 1685 wurde der Legationsrat und Mündener Drost von Ditfurth zunächst zum Vizeberghauptmann bestellt, ab dem 27. Januar oder 6. Februar 1686 dann Berghauptmann sowie Geheimer Rat in Clausthal und Zellerfeld im Oberharz. Unter ihm entstanden wertvolle Münzprägungen, insbesondere „die Lautenthalerin“.
Von Ditfurts Sekretär war Matthaeus Blech († Oktober 1693).
Otto Arthur von Ditfurth hatte sich allgemein ein hohes Ansehen erworben, unter anderem aufgrund seines Engagements für die in Clausthal auf bergmännische Bedürfnisse ausgerichtete Schulbildung sowie aufgrund seiner Korrespondenz mit Gottfried Wilhelm Leibniz. Dieser schrieb ihm beispielsweise hinsichtlich des von Leibniz verfolgten Windmühlen-Projektes. In von Ditfurts Zeit im Harz fällt zudem die von Leibniz gemachte Erfindung des Spiralkorbs zur „Gleichgewichts-Ausgleichung“ sowie der Versuch – als Vorgänger des Drahtseil-Erfinders Julius Albert – im Jahr 1685 die Kette ohne Ende.

## Korrespondenzen in der Leibniz-Edition
Von Otto Arthur von Ditfurth haben sich handschriftliche Korrespondenzen erhalten. Demnach
- erhielt er am 23. November 1692 einen Brief von dem Münzmeister Otto Arthur von Ditfurdt[2]
- und war Thema in insgesamt 63 Schriftstücken in, an und von Leibniz[2]

## Archivalien
Archivalien von und über Otto Arthur von Ditfurt finden sich beispielsweise
- als Akte unter den Titeln Geld-Rechnung von 1620 und Geld- und Kornregister über die Lehn- und Erbzinsgüter des Otto Arthur von Ditfurth im Niedersächsischen Landesarchiv (Standort Bückeburg), im Depositum Dep. 3 GR Guts- und Familienarchiv v. Münchhausen, Apelern: Gutsarchiv, Teil  Geld-, Korn-, Armen- und sonstige Register (1620–1812), Archivsignatur NLA BU Dep. 3 GR Nr. 90 (alte Archivsignatur V 1)[7]
- als von Holle gezeichnete Karte aus dem Jahr 1693 unter dem Titel Privathaus des Otto Arthur von Ditfurth, Geheimrat und Berghauptmann zu Clausthal im Niedersächsischen Landesarchiv (Standort Hannover), Abteilung Kartensammlung Karten – Altbestand, Teil Gebäude, Gebäudekomplexe, Ansichten, Grundrisse, Archivsignatur NLA HA Kartensammlung Nr. 24 p Clausthal 1 pg (alte Archivsignatur Cal. Br. 15 Nr. 955)[8]